# Noladin
La noladina (2-arachidonil gliceril etere, 2-AGE) è un mediatore lipidico della classe degli endocannabinoidi.